# Wyczechy (gromada)
Wyczechy – dawna gromada, czyli najmniejsza jednostka podziału terytorialnego Polskiej Rzeczypospolitej Ludowej w latach 1954–1972.
Gromady, z gromadzkimi radami narodowymi (GRN) jako organami władzy najniższego stopnia na wsi, funkcjonowały od reformy reorganizującej administrację wiejską przeprowadzonej jesienią 1954 do momentu ich zniesienia z dniem 1 stycznia 1973, tym samym wypierając organizację gminną w latach 1954–1972.
Gromadę Wyczechy z siedzibą GRN w Wyczechach utworzono – jako jedną z 8759 gromad na obszarze Polski – w powiecie człuchowskim w woj. koszalińskim na mocy uchwały nr 43/54 WRN w Koszalinie z dnia 5 października 1954. W skład jednostki weszły obszary dotychczasowych gromad Wyczechy, Nadziejewo, Raciniewo, Łoża i Zalesie ze zniesionej gminy Łoża  w tymże powiecie. Dla gromady ustalono 10 członków gromadzkiej rady narodowej.
31 grudnia 1959 do gromady Wyczechy włączono wieś Biernatka ze zniesionej gromady Bińcze w tymże powiecie.
31 grudnia 1971 z gromady Wyczechy wyłączono wsie Gockowo, Gockówko i Zalesie, włączając je do gromady Rzeczenica w tymże powiecie, po czym gromadę Wyczechy zniesiono, a jej (pozostały) obszar włączono o nowo utworzonej gromady Czarne tamże.